# Casa del Palatinado-Simmern

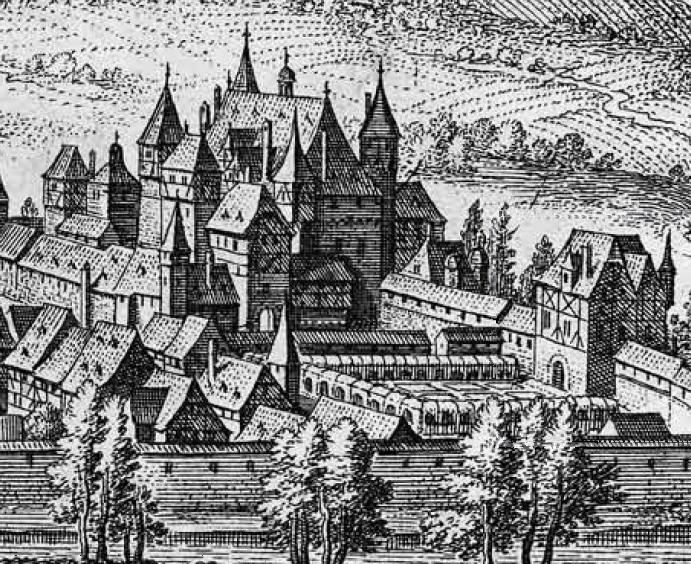
Castillo de Simmern, por Matthäus Merian en 1648.

Palatinado-Simmern (en alemán: Pfalz-Simmern) fue uno de los linajes colaterales de la línea del Palatinado de la Casa de Wittelsbach.

## Historia
La línea del Palatinado de la Casa de Wittelsbach fue dividida en cuatro líneas después de la muerte de Roberto III en 1410, incluyendo la línea del Palatinado-Simmern con su capital en Simmern. Esta línea se extinguió en 1685 con la muerte de Carlos II. La línea del Palatinado-Neoburgo heredó el Estado.
El fundador de la línea Simmern, el Conde Palatino Esteban del Palatinado-Simmern-Zweibrücken es también el fundador de la rama cadete, la Casa del Palatinado-Zweibrücken y de sus líneas menores. Los derechos sobre el Condado de Veldenz y una porción del Condado de Sponheim, transmitidos por la esposa de Esteban, Ana de Veldenz, fueron sostenidos por estos linajes.

## Condes Palatinos de Simmern
- Esteban 1410-1444.
- Federico I 1444-1480.
- Juan I 1480-1509.
- Juan II 1509-1557.

## Electores del Palatinado
- Federico III 1559-1576.
- Luis VI 1576-1583.
- Federico IV 1583-1610.
- Federico V 1610-1623.
- Carlos I Luis 1649-1680.
- Carlos II 1680-1685.